# شارع المزرعة
شارع المزرعة هو شارع من شوارع مدينة بيروت العاصمة اللبنانية. ويعرف «بكورنيش المزرعة» أما الاسم الرسمي فهو «جادة صائب سلام». يبلغ طوله 1900م.